# El niño proletario
El niño proletario, escrito por Osvaldo Lamborghini en 1973, es un relato breve que narra con crudeza el asesinato de un niño perteneciente a la clase obrera por parte de tres niños burgueses. La obra se estructura como una fiesta de sangre y goce donde se entrecruzan violencia física, sexualidad y dinámicas de poder de clase. A través de un lenguaje estilizado y al mismo tiempo brutal, Lamborghini interpela la hipocresía social, las estructuras de dominación y la perversión inherente a ciertos mecanismos de control social. El cuento remite explícitamente a *El matadero* de Esteban Echeverría, estableciendo una línea crítica que conecta la literatura clásica argentina con las tensiones sociales del siglo XX.

## Sinopsis
En una noche extraña bajo una luna "joyesca", tres niños burgueses —cuyos nombres evocan figuras históricas o culturales— organizan un ritual de tortura y muerte contra un niño proletario. Lo seducen, lo someten, lo abusan sexualmente de él y finalmente lo estrangulan. Todo transcurre con una atmósfera onírica, casi litúrgica, en la que la violencia se mezcla con el placer. Aunque no hay un argumento lineal ni una trama convencional, la narrativa construye una experiencia sensorial y simbólica que cuestiona los fundamentos mismos de la civilización y la moral burguesa. El texto termina sin resolver, dejando al lector frente a su propia complicidad o indiferencia ante la violencia estructural.

## Análisis literario
Desde el punto de vista literario, “El niño proletario” se inscribe dentro de la tradición vanguardista y satírica de la literatura argentina, renovada durante las décadas de 1960 y 1970. Su estilo combina elementos poéticos, narrativos y ensayísticos, creando una prosa densa y ambigua. El uso del adjetivo “joyesca” para describir la luna refleja esta intención: una combinación de lo estético con lo siniestro, lo cotidiano con lo grotesco.
La obra opera mediante parodia y exageración, características propias de la sátira política. Sin embargo, su fuerza radica también en su dimensión simbólica: el niño proletario no solo representa a una víctima individual, sino a toda una clase social sistemáticamente excluida y violentada. La elección de niños como protagonistas agrega una capa adicional de ironía: si bien son representados como agentes de una violencia extrema, su inocencia aparente contrasta con la crueldad de sus actos, denunciando cómo la corrupción social puede internalizarse desde edades tempranas. 

## Impacto cultural
Aunque “El niño proletario” no fue ampliamente conocido en su momento debido a su edición limitada y a la clandestinidad editorial, con el tiempo se ha convertido en un referente ineludible para comprender la literatura marginal argentina de los años previos a la dictadura militar (1976-1983). Su anticipación de una lógica de exterminio simbólico y físico ha sido revalorizada especialmente en contextos postdictatoriales.
Además, el texto ha sido analizado en debates sobre la analogía de la violencia sexual y su posible implícita relación con la violencia de clase y otros conceptos tanto políticos como sociales o artísticos. Ha sido citado en estudios académicos y artículos periodísticos de Argentina.

## Críticas literarias
Durante décadas, “El niño proletario” fue ignorado por gran parte de la crítica tradicional, en parte por su brevedad, en parte por su contenido considerado escandaloso o provocador. Sin embargo, autores como César Aira quien fuera albacea de Lamborghini, reconoció en él a un escritor fundamental en la renovación de la novela argentina, aunque marginal en vida.

## Controversias
El mayor debate en torno a “El niño proletario” gira en torno a su tratamiento de la violencia infantil y la sexualidad. Algunos lectores y críticos lo han calificado como obsceno, innecesariamente brutal o incluso apologético de la violencia. Sin embargo, defensores del texto sostienen que su función es precisamente mostrar la cara oscura de la sociedad, aquella que prefiere ocultar.
Otra controversia reside en la posible interpretación ideológica del relato. Si bien Lamborghini se formó en círculos de izquierda y tuvo influencias marxistas, su posición política nunca fue clara ni fija. Esto ha generado debates sobre si el texto es una denuncia genuina de las estructuras de poder o una simple provocación sin compromiso político claro.
Por último, también se ha discutido la relación entre la vida de Lamborghini y su obra. Dado que llevó una vida marcada por la marginalidad, el exceso y el conflicto, algunos han querido ver en “El niño proletario” una especie de proyección personal más que una reflexión colectiva. No obstante, esta tensión entre vida y obra es justamente uno de los elementos que dotan de riqueza al texto.